# Транспорт в Кыргызстане

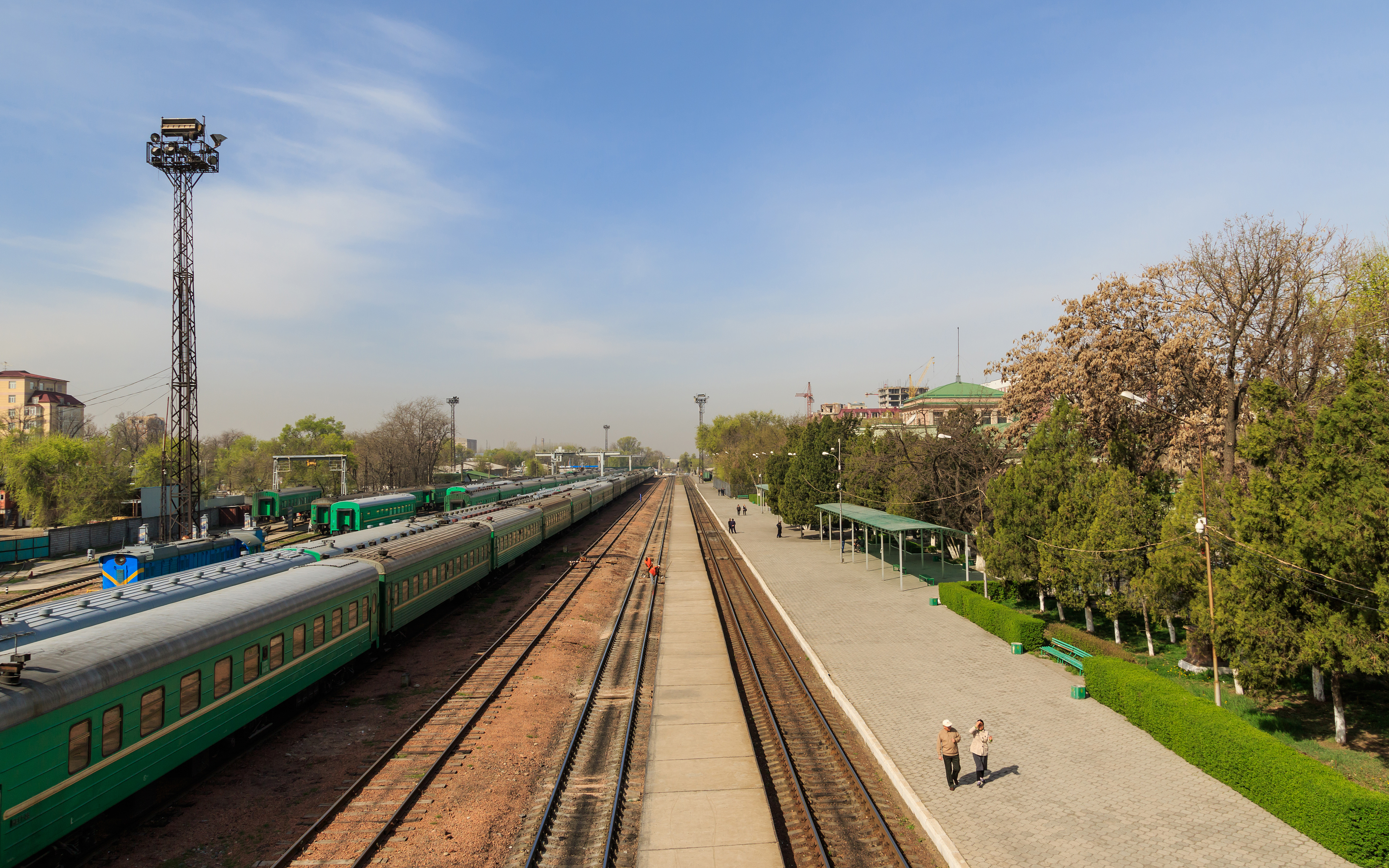
Железнодорожная станция Бишкек-2

В Кыргызстане представлены все основные виды транспорта: воздушный, железнодорожный, автомобильный, трубопроводный. Имеется судоходство по озеру Иссык-Куль.

## Железнодорожный транспорт
Протяжённость железных дорог Кыргызстана на 2006 год составляла 470 км, в 2012 году осталось лишь 424 км. На железнодорожный транспорт приходится около 3 % грузооборота. Степень изношенности подвижного состава на начало 2000-х годов высока, насчитывается 2500 грузовых вагонов, 450 пассажирских и 50 локомотивов. Перевозки осуществляет государственная компания «Кыргыз темир жолу».
Сеть железных дорог страны состоит из разрозненных тупиковых линий. Отдельные линии связывают север страны с железными дорогами Казахстана и южные регионы страны с железнодорожной сетью Узбекистана. Другие железнодорожные линии проходят по юго-западным районам Кыргызстана, соединяя крупные промышленные и населенные пункты страны с Ферганским регионом.
С 1996 года обсуждается план возможного строительства железной дороги Китай — Кыргызстан — Узбекистан («CKU»).

## Автомобильный транспорт
Автомобильный транспорт в Кыргызстане играет основную роль, на него приходится 99,8 % пассажирооборота и 95 % грузооборота. На начало 2000-х годов общая протяжённость автомобильных дорог составляла 40 тысяч километров, из них 17 тысяч км имели твёрдое покрытие.
Ош и Бишкек (Ферганскую и Чуйскую долины) соединяет автодорога E010 протяжённостью 570 км, идущая через Тянь-Шань. За проезд по этой автодороге 
была установлена плата (действовала в 2011 году). На дороге расположены перевал Тёо-Ашуу (3586 м, под седловиной перевала на высоте 3200 метров построен тоннель протяжённостью 2,5 км), перевал Отмёк (3330 м), перевал Ала-Бель (3391 м).

## Воздушный транспорт
В стране существуют 11 аэропортов, все они находятся в структуре ОАО "Международный Аэропорт «Манас.» Сеть аэропортов находятся под контролем государства, владеющего около 77,5 % доли акционерного общества. Международный аэропорт Манас, столичный аэропорт является крупнейшим в стране. Международный аэропорт Ош является вторым по величине аэропортом и расположен в густонаселенном регионе Центральной Азии, в Ферганской долине. Международны аэропорт Иссык-Куль третий по значимости, однако регулярные полеты выполняются в летний период, на протяжении 2-3 месяцев. Аэропорт расположен в курортной зоне вблизи горного озера Иссык-Куль. Остальные аэропорты местного значения, которые обслуживают внутренние воздушные перевозки.
В стране зарегистрировано около 13 авиакомпаний, среди которых 6 пассажирские, остальные грузовые и предназначенные для выполнения авиационных работ. Регулярные пассажирские перевозки выполняют 3 национальные (Avia Traffic Company, Air Manas, Aero Nomad Airlines, и Tez Jet) и 13 иностранные авиакомпании (Aeroflot, Turkish Airlines, Ural, S7, Air Asians, China Southern, Uzbekistan Airways, и другие). Авиакомпании связывают страну с 30 городами в 11 стран мира (данные на 2019 год). Основные направления — Российская Федерация, Турция, ОАЭ, страны СНГ, и Китай. Кыргызстан не имеет прямого авиасообщения с городами Европы, в связи с тем, что EASA, признав Кыргызские авиакомпании неспособными обеспечивать безопасность полетов и Кыргызстанские авиационные власти неспособными обеспечивать надлежащий надзор, внесла все Кыргызстанские авиакомпании в так называемый «черный список» (safety list).
В январе 2019 года, Президент Кыргызстана подписал Закон Кыргызской Республики о внесении изменений и дополнений в Воздушный кодекс страны. Данным законом, допускается предоставление прав «5-й степени свободы воздуха» (право совершать пассажирские и грузовые транзитные полеты через страну, и следовать в третьи страны из территории Кыргызстана) иностранным авиакомпаниям, в одностороннем порядке.

## Трубопроводный транспорт
На территории страны имеются магистральные газопроводы Бухара — Ташкент — Бишкек — Алма-Ата и Майлуу-Суу — Джалал-Абад — Кара-Суу — Ош. На долю трубопроводного транспорта приходится 1,5 % грузооборота.